# Des halls aux bacs
Pour plus de détails, voir Fiche technique et Distribution.
Des halls aux bacs est un film documentaire français réalisé par Jean-Pascal Zadi, sorti en 2006.

## Synopsis
Le film suit le parcours de jeunes artistes issus des banlieues françaises qui tentent de se faire une place dans l'industrie du rap français. À travers des interviews, des scènes de vie et des séquences musicales, le documentaire met en lumière les difficultés d'accès au marché du disque, les réalités sociales des quartiers populaires, et la créativité de toute une génération. Des halls aux bacs dresse ainsi un état des lieux du rap indépendant en France au milieu des années 2000.

## Fiche technique
- Titre : Des halls aux bacs
- Réalisation : Jean-Pascal Zadi
- Scénario : Jean-Pascal Zadi
- Production : Jean-Pascal Zadi
- Société de production : Douze Doigts Productions
- Pays d'origine :  France
- Langue originale : français
- Genre : film documentaire, hip-hop
- Durée : 52 minutes
- Date de sortie : 2006

## Distribution
- Jean-Pascal Zadi
- Alpha 5.20
- Doudou Masta
- Dry
- Demon One
- Mokobé
- Rim'K
- Bakar
- Et de nombreux artistes de la scène rap indépendante française

## Autour du film
Des halls aux bacs est le premier film documentaire réalisé par Jean-Pascal Zadi. Le film propose une immersion dans le quotidien des artistes de banlieue et dans les coulisses de la production musicale indépendante. Il a été salué pour son authenticité et sa capacité à donner la parole à une génération souvent marginalisée dans les médias traditionnels,.